# Luchat
Luchat ist eine westfranzösische Gemeinde mit 513 Einwohnern (Stand: 1. Januar 2022) im Département Charente-Maritime in der Region Nouvelle-Aquitaine. Sie gehört zum Arrondissement Saintes und ist Mitglied im Gemeindeverband Saintes - Grandes Rives - L’Agglo. Die Einwohner werden Luchatais und Luchataises genannt.

## Geografie

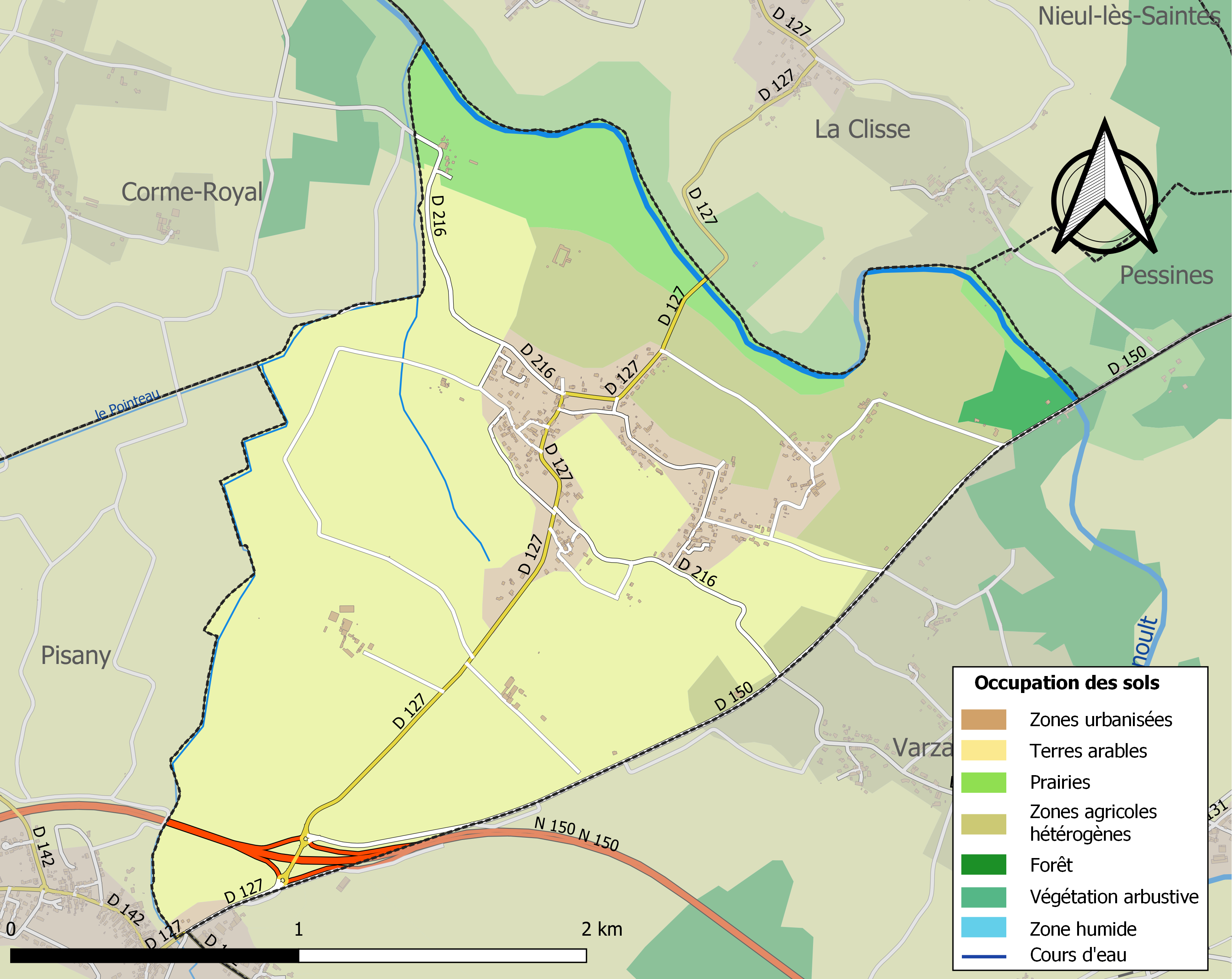
Bodennutzung, Hydrografie und Infrastruktur der Gemeinde (2018)

Luchat liegt in der ehemaligen Provinz Saintonge, etwa zehn Kilometer westsüdwestlich von Saintes. Die Gemeinde befindet sich im Einzugsgebiet der Charente. Einer ihrer Nebenflüsse, der Arnoult, begrenzt das Gemeindegebiet im Nordosten, der Pointeau im Nordwesten, bevor er im äußersten Punkt im Norden in den Arnoult mündet.
Das Gebiet von Luchat ist Teil des ZNIEFF-Naturgebiets 540014483 „L’ARNOULT“ entlang des Flusses. Knapp 90 % der Fläche der Gemeinde werden landwirtschaftlich genutzt, bewaldete Flächen machen nur einen marginalen Anteil aus.
Umgeben wird Luchat von den Nachbargemeinden La Clisse im Norden, Pessines im Osten, Varzay im Süden und Südosten, Pisany im Westen und Südwesten sowie Corme-Royal im Nordwesten.

## Bevölkerungsentwicklung

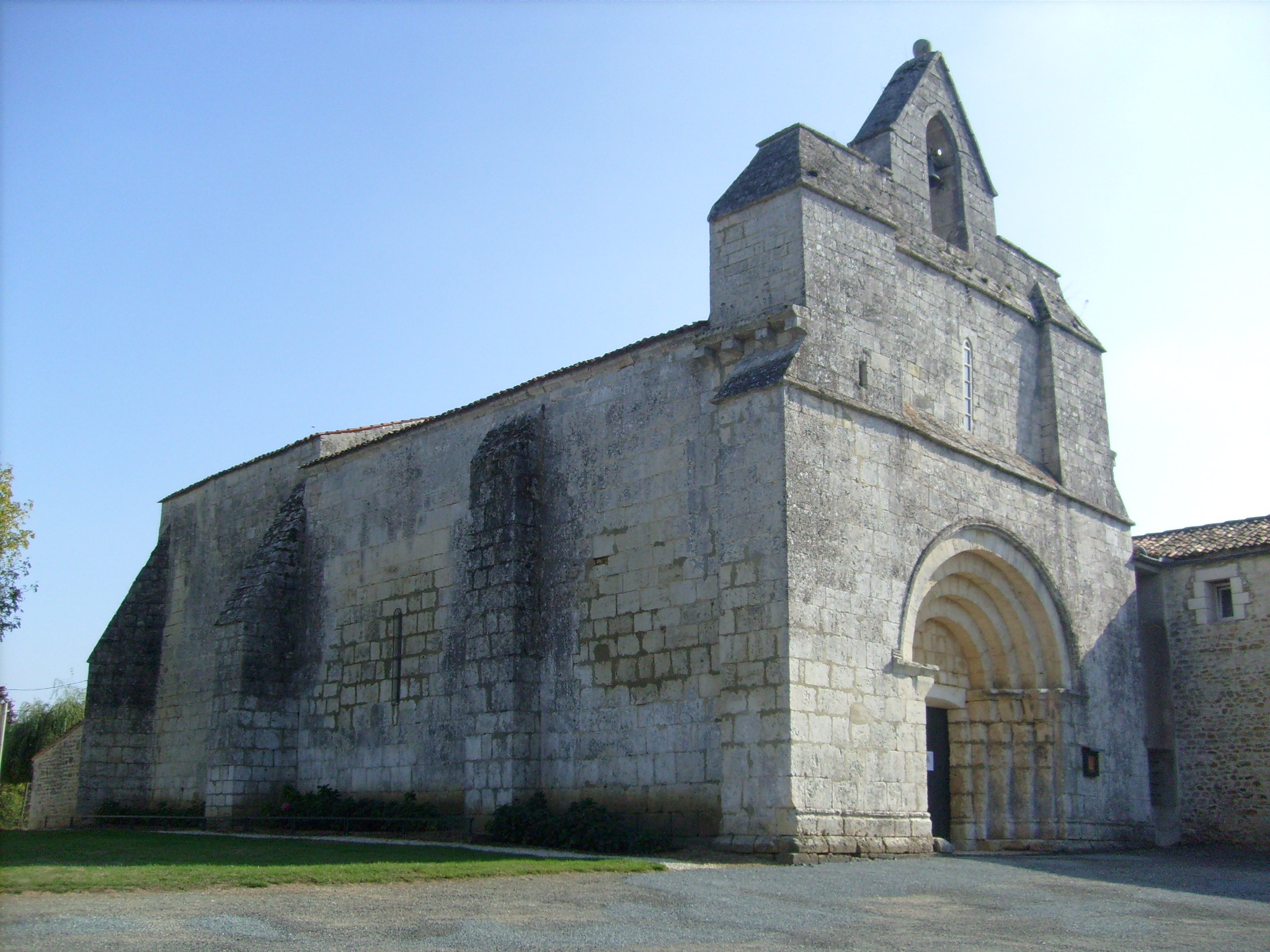
Kirche Saint-Paterne

| Jahr                      | 1962 | 1968 | 1975 | 1982 | 1990 | 1999 | 2006 | 2013 | 2020 |
| Einwohner                 | 169  | 194  | 176  | 190  | 214  | 235  | 321  | 491  | 529  |
| Quelle: Cassini und INSEE |      |      |      |      |      |      |      |      |      |

## Sehenswürdigkeiten
- Kirche Saint-Paterne
- Schloss Luchat aus dem 16. Jahrhundert, sein Taubenschlag ist seit 1994 als Monument historique eingeschrieben

## Verkehr
Die autobahnähnlich ausgebaute Route nationale 150 von Saintes nach Royan durchquert den Süden der Gemeinde auf einem relativ kurzen Abschnitt verbunden mit einer Anschlussstelle, die in beiden Richtungen auf die Nationalstraße N2150 führt, welche auf der Grenze zur südlichen Nachbargemeinde Varzay verläuft. Diese verbindet die Gemeinde ebenfalls mit Saintes über Pessines im Osten und mit Pisany im Südwesten.